# Francesco Beneduce
Francesco Beneduce, S.J. (* 16. července 1956 Grumo Nevano) je italský římskokatolický duchovní, jezuita a pomocný biskup neapolské arcidiecéze.

## Život
Narodil se 16. července 1956 v Grumo Nevano.
Po maturitě na technické škole vstoupil do Papežského regionálního semináře Kampánie v Neapoli. Teologické vzdělávání získal na Papežské teologické fakultě Jižní Itálie. Roku 1980 vstoupil do Tovaryšstva Ježíšova. Strávil dva roky noviciátu ve Frascati a poté byl pozván ke studiu na Istituto Sociale v Turíně. Dne 22. června 1985 byl vysvěcen na kněze. Je absolventem studia morální teologie Papežské univerzity Gregoriana, kde získal licenciát a studia pastorální teologie Katolické univerzity v Lovani.
Roku 1994 byl poslán do Indie, kde působil v regionu Madrás. Dne 3. prosince stejného roku složil své věčné řeholní sliby. Roku 1997 se vrátil do vlasti a stal se rektorem Institutu Massimiliano Massimo v Římě. V letech 2001–2005 zastával funkci viceprovinciála Jižní Itálie a v letech 2004–2010 také úřad provinčního delegáta pro školství Jezuitů. Dále působil jako:
- 2006–2009 rektor Istituto Pontano v Neapoli
- 2009–2014 rektor Centro Educativo Ignazianob v Palermu

Před biskupským jmenováním byl rektorem Papežského regionálního semináře Kampánie. Dne 27. září 2021 jej papež František jmenoval pomocným biskupem neapolské arcidiecéze a titulárním biskupem z Gaudiaby. Biskupské svěcení přijal 31. října 2021 z rukou arcibiskupa Domenica Battaglii a spolusvětiteli byli biskup Antonio Di Donna a biskup Francesco Marino.